# 詹妮弗·洛佩兹
詹妮弗·琳恩·羅培茲-艾佛列克（英語：Jennifer Lynn Lopez-Affleck，婚前姓“羅培茲”；1969年7月24日—），美國女歌手、演員、舞者及企業家。

## 早期时代
洛佩兹出生成長於紐約市的布朗克斯區。母親Guadalupe Rodríguez（幼稚園老師）與父親David Lopez（電腦專家）都是波多黎各人。她是讲英语和西班牙语的双语者。羅培茲有两个姐妹，一个是在著名新闻电视台WCBS-TV工作的Lynda，另一个是做音乐教师的Leslie。
洛佩兹的求學生涯都就讀於天主教學校，自19歲開始就自己籌措學費來學習歌唱與舞蹈課程。在離開Baruch College之後，洛佩兹將自己的工作時間分配成在律師事務所工作、學習舞蹈課程與在曼哈頓夜店的表演上。在試鏡爭取舞蹈演出數月之後，洛佩兹被選中成為數個饒舌歌手音樂錄影帶中演出的舞者，像是在1990年Yo! MTV的演出，以及在美國音樂大獎中擔任NKOTB的後備舞者（“New Kids on the Block”在此大獎中演出的是1991年出版的歌曲"Games"）。
在被拒絕兩次之後，洛佩兹獲得她第一次受到矚目的演出機會，是在1990年的電視喜劇節目In Living Color中成為名叫"Fly Girl"的舞者。很快的，洛佩兹成為了珍娜·傑克森的舞者，也在其1993年歌曲"That's the Way Love Goes"的音樂錄影帶中露臉。

## 電影事業
羅培茲首次闖進大螢幕是在1995年電影《My Family》中演出，並且不久之後就在電影《Money Train》中露臉與男演員衛斯里·史奈普演出對手戲。洛佩兹在1996年演出了導演弗朗西斯·科波拉的喜劇電影《家有傑克》，與羅賓·威廉斯共演，而在1997年的驚悚片《Blood and Wine》中則與傑克·尼科爾森攜手演出。同在1997年，洛佩兹在傳記電影《哭泣的玫瑰》中演出主角莎麗娜，此片也為她首次獲得金球獎“喜劇及音樂劇最佳女演員”的提名，她也成為第一位獲得一百萬（或更多）美金演出片酬的拉丁裔女演員。接下來羅培茲其他備受稱讚的電影演出包括了《Out of Sight》、《入侵腦細胞》與《An Unfinished Life》。但她也有較不受青睞但票房成功的電影演出，包括了《愛上新郎》、《女傭變鳳凰》（Maid in Manhattan）、《談情共舞》與《野獸婆婆》（Monster-in-Law）等。
其中《愛上新郎》和《女傭變鳳凰》（Maid in Manhattan）這兩部喜劇浪漫片獲得了很大的成功。很多人認為同時身兼演員和歌手，洛佩兹無疑是有一定的實力；但同时她也受到了很多人的批評，尤其以電影《絕配殺手》的失敗最為明顯，本電影對其受歡迎的程度有著極為負面的影響，直到她在電影《談情共舞》與《野獸婆婆》（Monster-in-Law）接連的獲得票房佳績才有所回升。
洛佩兹以拍攝完畢兩部新的獨立製片電影，分別是《Bordertown》與《El Cantante》。《El Cantante》曾在多倫多國際電影節放映且獲得許多正面評價，《Bordertown》則曾在布魯塞爾電影節中上映。而這兩部電影都是由洛佩兹與其製作公司New Yorican Productions製作。
2019年，洛佩兹參與了一部講述脫衣舞孃一職遭受2007年–2008年環球金融危機波及的犯罪喜劇電影《舞孃騙很大》，並同時身兼監製。同年，她以此片被提名了第77屆金球獎“最佳電影女配角”。

## 音樂事業
1999年6月1日，洛佩兹發行個人首張專輯《六號地下鐵》（On the 6），專輯名稱由來是洛佩兹成長時期居住在Castle Hill時常搭乘的紐約六條地鐵路線。本專輯在Billboard 200榜單中曾名列前10名，並且有多首單曲都打進了排行榜的領先位置，例如："If You Had My Love"與"Waiting for Tonight"；其中"If You Had My Love"在告示牌百大單曲榜獲得長達九週的第一名記錄，成為洛佩兹的首支全美冠軍單曲。本專輯亦有西班牙語歌曲，像是"No Me Ames"（與馬克·安東尼合唱，之後這位男歌手也成為她的丈夫。），雖然這首單曲並未做商業發行，但仍在美國拉丁榜獲得第一名的佳績。專輯其他單曲"Feelin' So Good"請到藝人Big Pun與Fat Joe客串演出，在告示牌百大單曲榜中也獲得不錯的成績。本專輯最後一首主打單曲"Let's Get Loud"，讓洛佩兹獲得2001年葛萊美獎《最佳舞曲錄製》的提名（"Waiting for Tonight"在前一年也獲得同個獎項提名）。單曲"No Me Ames"則獲得了2000年拉丁葛萊美獎《最受歡迎重唱/團體專輯》、《最佳錄影帶》的提名。本專輯在美國得到三次的白金唱片，迄今銷售量為700萬張。
洛佩兹的第二張專輯《J.Lo》於2001年1月23日發行，這是她首次在Billboard 200榜單中取得第一名的專輯。本專輯首支單曲"Love Don't Cost a Thing"是她第一首英國金榜第一名的歌曲，也取得美國本地前五名的成績。接著主打的單曲是"Play"，也取得美國排行榜前20名與英國金榜前三名的佳績。接下來的兩首單曲"I'm Real"與"Ain't It Funny"在榜單中的成績快速攀升。利用這個機會，洛佩兹要求 Inc. 唱片公司將這兩首歌都做了混音版本，賣點是與饒舌藝人合作，包含Ja Rule（兩首歌混音版都有參與）還有Caddillac Tah（"Ain't It Funny"混音版），而這兩首混音都在排行榜榜首位置停留數週。她也在32歲生日之時重新發行了《J.Lo》專輯，並特別收錄"I'm Real"混音版。本專輯在美國獲得四次的白金唱片，銷售量超過了800萬張。
隨著重新發行的《J.Lo》締造了成功的紀錄，洛佩兹決定獻出一張全收錄混音成品的專輯，她在2002年2月5日發行了《放肆玩樂-暢銷輯+新曲》（J to tha L-O!: The Remixes），並在Billboard 200中取得第一名的成績，這成為了史上第一張在該榜獲得第一名的混音專輯。參與本專輯演出的藝人包含了P. Diddy、Fat Joe與纳斯，也包含了之前單曲的特別收錄版舞曲（rare dance）與嘻哈版本的混音。本專輯也成為全世界最暢銷的混音專輯之一，迄今銷售量為300萬張。
2002年11月26日，洛佩兹發行了她第三張錄音室專輯《這就是我》（This Is Me... Then），專輯包含了四首單曲"Jenny from the Block"（與歌手賈達基斯與Styles P合作，獲得第三名成績）、"All I Have"（與LL Cool J合作，在排行榜第一名停留數週）、"I'm Glad"以及"Baby I Love U!"。並收錄了一首重新演唱歌曲─Carly Simon的"You Belong to Me"。本專輯在排行榜表現依舊優異，在Billboard 200中取得第二名的成績，並締造了全美300萬張與全球600萬張的銷售量。在第三支單曲"I'm Glad"的音樂錄影帶中，重現了1983年賣座電影《閃舞》（Flashdance）的場景，也造成一場傷害版權的訴訟官司，但在其後此官司被駁回。
在暫離音樂圈一年之後，洛佩兹在2005年3月1日發行了她的第四張錄音室專輯《重生》（Rebirth），雖然這張專輯一開始就攀升Billboard 200的第二名，但卻很快的掉出榜外。迴響最大的歌曲是"Get Right"，這首歌在美國拿到了第十五名的位置，也成為她第二個白金唱片作品(繼歌曲"If You Had My Love"之後)，這首歌曲在英國也很成功，成為她在當地第二首拿到第一名的歌曲。本專輯第二首單曲"Hold You Down"是與Fat Joe合作演出，在美國拿下第十六名的位置，在英國則是攀升到第六名的位置，且登上澳洲排行榜第一名。另外一首單曲"Cherry Pie"是於秋天發行的主打，但拍攝音樂錄影帶的計畫卻因專輯銷售太過疲軟、宣傳費用超過預算而取消；這首單曲最後是向西班牙的廣播電台作發表。本專輯在美國被RIAA認證為白金專輯，洛佩兹與LL Cool J合作歌曲"Control Myself"在2006年2月1日發行，在美國告示牌單曲榜拿下了第四名的位置，在英國單曲金榜的名次則是第二名。這是洛佩兹在三年來於首度拿下美國排行前十名的歌曲，且在全世界售出了300萬張。
2007年3月27日，洛佩兹正式在歐洲發行了個人首張全西班牙語的專輯《女人心》（Como Ama una Mujer）。她當時的丈夫，也是男歌手的馬克·安東尼協同Estefano製作了本張專輯（除了"Que Hiciste"這首歌曲是安東尼與Julio Reyes一同製作的）。這張專輯在美國Billboard 200中取得第十名的成績，在美國拉丁榜則是拿到第一名的成績（整整四週），在“美國拉丁流行歌曲專輯排行榜”也是拿下第一名的位置（整整七週），在英國則是拿下第111名的名次。在西班牙銷售量極佳，在整個歐洲的排行榜中也攀升到第三名的佳績，主要大部分是在歐洲國家像瑞士、義大利、西班牙、法國、比利時、希臘、德國、葡萄牙與澳洲銷售非常成功。首支領銜的單曲是"Qué Hiciste"（你做了什麼），在2007年1月份正式對廣播電台發表。自此開始，此單曲就攀升到美國公告牌百强单曲榜的第86名，而在《暢銷拉丁歌曲》（Hot Latin Songs）與《流行舞廳播放》（Hot Dance Club Play）排行中則都拿到第一名的成績，在歐洲排行榜則是達到前十名的位置。這首歌的音樂錄影帶是MTV頻道的《每日現場點播排行榜》中，第一個拿下第一名的西班牙文音樂錄影帶。
洛佩兹在同年也完成了個人第六張錄音室專輯，第五張英語專輯《放膽愛》（Brave），於10月9日發行。在本專輯中她與製作人Midi Mafia、Jonathan "J.R." Rotem與莱恩·泰德合作。而製作人Jonathan "J.R." Rotem與編寫拍檔Evan "Kidd" Bogart合作了部分曲子。而"Do It Well"是專輯第一首釋出的單曲。在談到這張專輯之時，洛佩兹說：“我真的對專輯感到很興奮，第一首單曲將會在夏天發表。而且，你知道的，這將會與我的西班牙專輯非常的不同。我的西班牙專輯是種能嘗試和英文專輯不同路線的機會，也可以表現不同的自己。”她接著說到：“下一張專輯（即《Brave》）是多數人和我的歌迷比較習慣的類型，你知道的，就是舞曲、funk、R&B和嘻哈的類型，全部都是關於這些事物，全部都能融合在一起然後創造出許多很棒的流行音樂。”
2008年2月生下雙胞胎後，洛佩茲暫停了職業生涯。她的餐廳Madre's永久關閉，她的兩大時裝系列也永久關閉。重新聘用前經理梅迪納後，2009年底洛佩茲發行了單曲《Louboutins》，原本這是為她第七張錄音室專輯準備的歌曲，但單曲發行後未能進入Billboard排行榜。隨後在2010年初，洛佩茲離開了索尼音樂和Epic唱片公司。
洛佩茲職業生涯的一個重大轉折點，出現在她取代賽門·考威爾成為歌唱比賽系列節目《美國偶像》第十季的評審時。儘管被告知這是一場“巨大的賭博”，她還是接受了這份工作，因為她“沒有得到很多電影片約邀請”。2011年洛佩茲在《美國偶像》的亮相使她重新聲名鵲起。
洛佩茲在與小島唱片簽訂新的唱片合約後，她的第七張錄音室專輯《Love？》於2011年初發行。
2012年，洛佩茲再次擔任《美國偶像》第11季的評審，收入達2000萬美元。同年，她發行精選專輯《Dance Again...the Hits》，以履行與前公司Epic Records的合約義務。
缺席一季後，洛佩茲重返《美國偶像》第13季，收入為1750萬美元。她的第八張錄音室專輯《A.K.A. 》於2014年中透過Capitol Records發行，但銷量慘淡，成為她在美國銷量最低的專輯。
2016年1月，洛佩茲在拉斯維加斯好萊塢星球的Zappos劇院開始駐場表演名為“All I Have”。她在三年的時間裡演出了120場演出，門票收入超過1億美元。
2019年上半年，洛佩茲開始了國際巡迴演唱會“It's My Party”，以慶祝她的50歲生日。此次巡演共有38場演出，預計收入達5,470萬美元。
2020年2月，洛佩茲與夏奇拉共同主持了在佛羅里達州邁阿密舉行的超級盃LIV中場秀；她的孩子埃梅·穆尼茲 (Emme Muñiz) 也在演出中亮相。這場表演廣受好評，成為迄今為止收視率最高的超級盃中場表演。
2024年2月16日，洛佩茲的第九張錄音室專輯《This Is Me... Now》由Nuyorican和BMG發行。這是2002年專輯《This Is Me...Then》的續集，該專輯構成了“從未講述過的最偉大的愛情故事”，專輯兩部影片均在Prime Video上發行。

## 電視秀
洛佩兹曾在电视短剧《South Central》、《Second Chances》與《Hotel Malibu》中演出，也曾在电视喜剧《In Living Color》擔任“飞翔女孩”(舞者)的角色。另外也曾參與電視電影《Lost in the Wild》。
2004年4月，洛佩兹在第六季的《Will & Grace》最後一集中客串演出自己本人。這是自艾爾頓·強在2002年出現在本劇之後所獲得最高收視率的一集，洛佩兹其後也在本劇的第七季第一集當中再次出現。在2006年5月，MTV頻道播出了她特別製作的實境秀《DanceLife》，這個節目是關於六個渴望成為舞者的人，他們在專業舞蹈界裡掙扎與競爭的真實生活面貌，洛佩兹在其中則客串擔任選擇節目參加者的工作。本節目共八集在2007年1月15日開始播出。洛佩兹也在2007年4月10日以人生導師的身份出現在節目《美國偶像》中。

## 票房、銷量與財產
儘管洛佩兹的每部電影在美國本土都未取得超過一億美金的票房收入，但她仍是好萊塢擁有最高片酬的女星之一（也是歷史中拉丁女星中的第一名）。她也因《最有權力女演員》的頭銜進入了2007年金氏世界紀錄大全。她分別在2002年、2003年與2004年被《荷里活報道》名列於《十大片酬女星》名單中。洛佩兹以美金一千五百萬的片酬演出了《野獸婆婆》。她在美國本土最賣座的電影是《女傭變鳳凰》，本片的票房是美金94,011,225元。與此同時，她在全球（除了美國）最為成功的電影是《來跳舞吧》，本片在全球的票房收入是美金112,238,000元，在美國本土的票房則是57,890,460美金，因此本片總收入是170,128,460美金。音樂領域方面，洛佩兹在全世界的專輯銷售量迄今已超過了五千五百萬張。
洛佩兹名列於2007年福布斯雜誌《娛樂圈最富有的女性》名單中，排名第九。她的財產估計有大約一億一千萬美金。

## 生意、廣告與代言
洛佩兹擁有一家名為《Nuyorican Productions》的製作公司，她期待這家公司能製作她未來將演出的片子，計畫中的像是有卡門、Dirty Girls Social Club與The Hector Lavoe。這間公司是她與經理人Benny Medina一同創建，其後兩人也因一樁騙局在2003年7月打起官司。
本公司製作了許多部成功的商業電影像是《The Cell》、《The Wedding Planner》與《女傭變鳳凰》，這三部電影合計獲得了全球超過三億五千萬的票房。
洛佩兹也拥有自己的服装品牌—《J.Lo by Jennifer》。這個品牌是授權於Warnaco Group發表。她的路線包含許多不同型態的年輕女子的服飾，包含了牛仔裝、T-Shirt、外套、皮帶、皮包與女用內衣。在2005年她發展了另一條系列的服飾稱為《Sweetface》，她計畫推出一系列的珠寶、還有一系列的配件設計包含了帽子、手套與圍巾。洛佩兹參與了Louis Vuitton2003年冬季的競賽。在2007年的秋天，洛佩兹會自《JLO by Jennifer Lopez》退休而專心發展新的附牌系列叫做《JustSweet》。廣告活動將會與數個主要的雜誌像是Glamour與Vogue合作。而在紐約時裝週的服裝秀也值得期待。
洛佩兹經常在她的服裝系列與個人穿著上使用動物皮毛，這也招致她受到了關懷動物權利支持者的藐視與攻擊。在洛杉磯電影《野獸婆婆》的首映會上，有超過一百位來自於《People for the Ethical Treatment of Animals》(PETA)協會的的抗議者拿著標語強烈表達了宣揚他們的關切。洛佩兹後來則告訴一位電台DJ 她對於能在此議題中受到教育保持開放的態度。
洛佩兹在2002年4月12日於加州帕薩迪納的南湖區開設了一家高雅的包廂餐廳Madre's。但媒體前來拍攝介紹這家高雅的餐廳時，即使她的丈夫Cris Judd就站在她的旁邊，居然還是拍到神秘男子代表藝人班·艾佛列克出現，來打理花朵擺設的事項，此事隨時造成了一陣轟動，洛佩兹因為不忠實而受到了廣泛的惡評。
洛佩兹也在香水界闖蕩事業，創業代表作 "Glow by J.Lo" 打破了許多個銷售紀錄。在2003年10月，洛佩兹介紹了另一款香水 "Still"，在推出其他全新的香味之前，她重新推出 "Glow" 的限量版"Miami Glow by J.Lo"，來代表對於家鄉邁阿密的敬意。在同一時間，洛佩兹也發行了 "Glow" 身體系列，其中包含了不同的身體乳液與亮粉。在2004年的聖誕季節，她推出了另一款香水 "Live by Jennifer Lopez"。而最近是為了2006年的情人節，"Miami Glow" 被其他 "Glow" 的副牌 "Love at First Glow by J.Lo" 所取代主打。她最近一次的香氛系列則是在2006年8月推出的 "Live Luxe" ，之後在2007年1月推出的是  "Glow After Dark" ，她還希望在2007年能推出另外一款叫做 "Desire" 的香水產品。
洛佩兹也在日本擔任Lux洗髮精與沐浴乳的代言人，也在相關的電視廣告中出現。
洛佩兹同時被《People en Español》雜誌認定選為為兩個封面標題的人物，分別是在2006年的"50位最美麗的人物 " 與2007年2月的 "100位最具影響力的西語系人士"。
洛佩兹於2020年參與金幣大師（Coin Master）廣告拍攝，其中文配音之廣告片在華語地區蔚為風潮，「哇！珍妮佛羅培茲！」亦成為2020年末至2021年初流行短句。

## 個人生活

### 婚姻
洛佩兹有過四次婚姻。第一次是與古巴裔的Ojani Noa在1997年2月22日結婚，他們倆的相遇是於男方在邁阿密餐廳擔任服務生之時，但是在21個月短暫相處後兩人於1998年1月離婚。即便如此，洛佩兹後來仍邀請Noa擔任她在2002年於帕薩迪納開設餐廳的經理，不過同一年的10月他就被開除了。Noa控告洛佩兹提前終止合約，最後兩方簽下了秘密協議。在2006年洛佩兹控告Noa，以防他在出版的書籍中會觸及他們短暫婚姻的細節，而違反了兩人間的秘密協議。
在2007年8月，一位法庭指派的仲裁人法律觀點的裁判者發佈了一個長期禁令，禁止Ojani Noa“批評、毀謗與描述”任何關於洛佩兹的負面或對她有害的消息。為了控制這個災害事件，洛佩兹付出了五十四萬五千美金的代價，其中包含了將近三十萬的法律相關費用、以及將近四萬八千元的訴訟仲裁費用。Noa也必須將關於他們婚姻的所有書籍全數交給洛佩兹與她的律師。
在與第一任丈夫離婚後，洛佩兹曾有一段與尚恩·庫姆斯（吹牛老爹）維持兩年半的關係。兩人在1999年12月27日到紐約曼哈頓一家位於中城的夜店，吹牛老爹的伙伴與其他團體間發生了槍擊事件。兩人隨即開車離開現場，但最後被警察追趕並攔下，在車子的前座起出了一把失竊的手槍，也因此洛佩兹被以持有槍械的重罪起訴，但隨後就被撤銷，因為當時洛佩兹人是坐在車子的後座。在這起事件不久後，洛佩兹就終止了她與吹牛老爹的關係。
第二次記錄是與她的專屬舞群Chris Judd結婚。他們兩人相遇的時間是在拍攝單曲"Love Don't Cost a Thing"的音樂錄影帶之時，兩人在2001年的9月29日在位於洛杉磯的家中完婚，但是到了2002年的8月仍以離婚收場。
洛佩兹旋即高調公開的與班·艾佛列克談起戀愛，媒體取笑他們是《班妮佛》（Bennifer），在2002年的9月收到了班·艾佛列克送上的價值120萬美金的六克拉粉紅大鑽戒之後，由洛佩兹宣布了兩人的訂婚消息。洛佩兹堅定的告訴訪問者說，她確定艾佛列克就是「那個人」（the one）。也宣稱他們计划很快的在2003年9月14日於聖巴巴拉結婚，才能快一點擁有自己的家庭與婚姻，但是婚禮卻在舉行前的幾小時取消了。艾佛列克曾在婚禮進行的前一週，被媒體拍到了在溫哥華的一家脫衣酒吧與朋友狂歡，這事件隨著洛佩兹的姊姊在電台現場訪問中，以電話告訴了洛佩兹她未婚夫前一晚的行蹤而達到高潮，洛佩兹只是簡單的回應說，知道艾佛列克的這些行徑，真是展開新的一天最可怕的方式。媒體公關在2004年1月20日宣布了兩人分手的消息。艾佛列克拒絕對兩人的關係發表任何意見，但更讓媒體對兩人分手原因產生更高的興趣。這段關係也成為南方公園2003年4月16日播出的《Fat Butt and Pancake Head》（大屁股和笨腦袋）中諷刺的對象。媒體大肆的報導與關心洛佩兹是否會在分手後把昂貴的大鑽戒還給艾佛列克。洛佩兹的確退還了鑽戒，並且慎重的退回給原先售出的珠寶商。

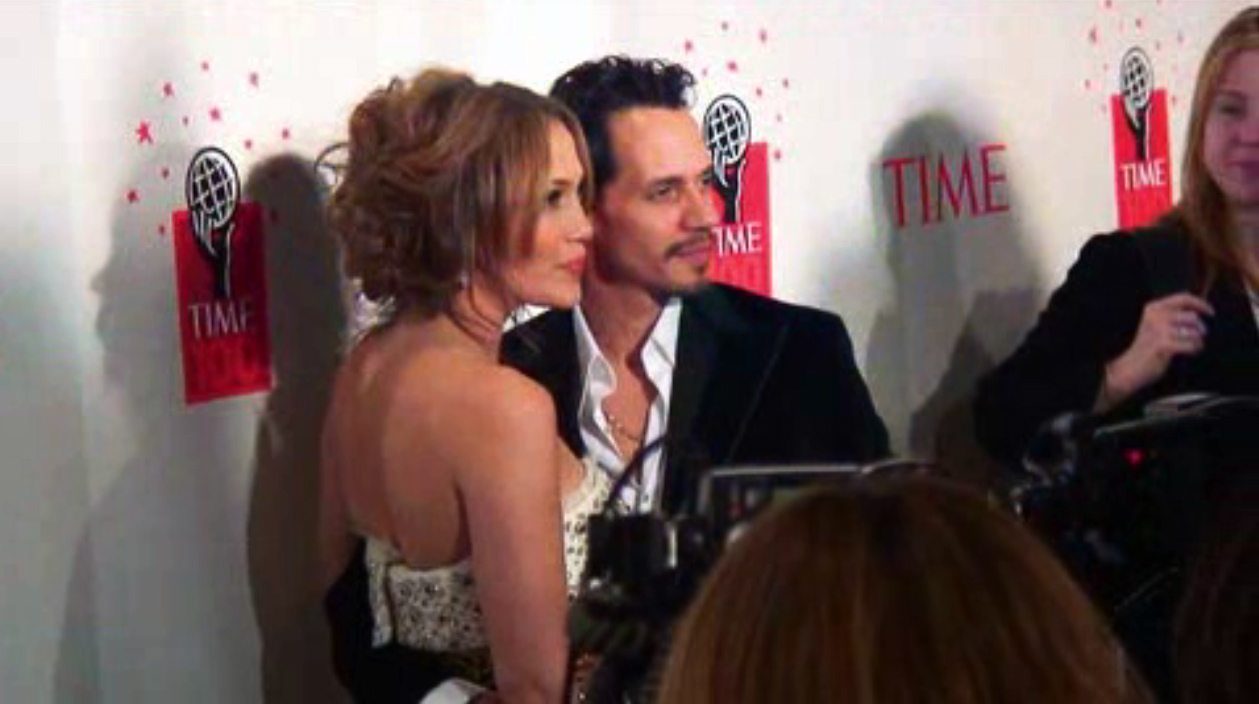
洛佩兹與安東尼

在與艾佛列克分手後，洛佩兹常被人看見與馬克·安東尼一同出遊，他們倆人是長期以來工作上的朋友。在洛佩茲第一和第二段婚姻之前，曾在90年代末期短暫的約會過。洛佩茲與安東尼在2004年曾為了電影《來跳舞吧》合作錄製專輯。安東尼曾有過兩次婚姻紀錄，第一次是在2003年10月與他的第一任妻子，前美國小姐Dayanara Torres結婚，兩人育有兩個孩子。洛佩茲與安東尼很快的就在2004年6月5日舉行了家庭式的婚禮，而此時距離他和Torres離婚還不到一個禮拜（與前妻是在6月1日完成離婚手續）。在婚禮的早上媒體收到了消息而派出了直昇機在她家的後院盤旋著，而許多報導中熱烈的傳出洛佩茲已經懷孕的謠言（其實不然）。
洛佩茲的婚禮客人被邀請參加了一個於洛佩茲家中舉辦的 “午後派對”，但他們並沒有被告知事實上要參加的是她的婚禮，這對新人決定不要這麼早透露結婚的計畫，以便於能夠有更多的隱私和時間能相處在一起而不被干擾。在婚禮當日的稍晚，安東尼在他於婚禮前就預定好的新專輯《Amar Sin Mentiras》宣傳訪問中，他拒絕對於兩人的婚姻發表任何言論。在2005年2月洛佩茲才確定了這段婚姻的消息，還加上了“每個人都知道了，這並不是秘密。”的感想。幾個月之後安東尼的女兒"Ariana"，出現在洛佩茲的"Get Right"音樂錄影帶當中演出她的妹妹。就安東尼的婚姻與家庭生活來說，他保持了隱私權且有時會站在與媒體抗爭的對立面，這也影響到洛佩茲在接受訪問時會對受訪者設下某些限制。
洛佩茲在電影《El Cantante》中與她的丈夫安東尼合作（也是演歌兩棲藝人）。這部電影是以英語發音，但深具創意的使用同名的西班牙文歌詞來當作電影名稱。
2022年4月8日，洛佩茲和班·艾佛列克在第一次求婚20年後宣布了他們的第二次訂婚，他們於2022年7月16日在內華達州克拉克郡拉斯維加斯結婚，這段婚姻維持至2024年2月以兩者離婚收場。

### 懷孕
根據一些名人生活的雜誌的報導，洛佩茲已經懷了她的第一個孩子。在2007年9月，In Touch週刊清楚報導了洛佩茲將會在春天生下孩子。根據報導不願具名的相關人員宣布洛佩茲懷的是雙胞胎，但並未能獲得醫生證實。在同年10月US Weekly也報導了類似的消息。
在2007年9月19日安東尼透過發言人發表了一份聲明，當中說到他和洛佩茲在此時仍未懷有小孩——“每個人每個月都在問這件事...但是，並沒有。”洛佩茲也否認了關於她懷孕的報導，說到了：“沒有、沒有！我們每個月都遇到這樣的消息。”還附加表示“當人們說到這件事之時我並不會介意，我還覺得蠻有趣的。我也不是唯一一個受到這種謠言干擾的名人。”

### 子女
2008年，洛佩茲於紐約長島醫院生下一對龍鳳胎。女兒首先出生，其後兒子也出生。其後洛佩茲把一對初生兒女的首張獨家照以600萬美金賣給雜誌《People》，成為該刊的3月號封面。

## 人權
在2007年2月14日，洛佩茲接受了來自國際特赦組織給予藝人的獎項，以肯定她在製作並演出的電影《Bordertown》，將數以百計在墨西哥邊境的華雷斯城的女性遭到謀殺的悲慘事實，能夠呈現在觀眾面前。諾貝爾和平獎的得主若澤·拉莫斯·奧爾塔在德國的柏林影展中，親手把獎項交給了洛佩茲。她也曾獲得 "Norma Andrade" 所給予的特別表揚與感謝。Norma 是《Nuestras Hijas de Regreso a Casa A.C》的發起人之一 (為一個 "讓我們的女兒回家" 為議題的公眾組織)，本組織的成員是由華雷斯城被謀殺的女性之母親與家屬所組成。

## 名聲
- 洛佩兹是在Rita Hayworth於1970年代退休後，第一位在電影成為女主角的拉丁裔女演員
- 洛佩兹憑令她開始走紅的電影《哭泣的玫瑰》成為第一位獲得超過一百萬美金酬勞的拉丁藝人
- 洛佩兹是第一位憑電影《愛上新郎》與專輯《J.Lo》在同時間一起拿下第一名的影歌雙棲藝人
- 洛佩兹第一張混音專輯《J to tha L-O!: The Remixes》是第一張拿下告示牌專輯榜第一名的混音專輯，在此之前從未有混音專輯獲得這個記錄
- 洛佩兹的香水《Glow》在2001年締造歷史紀錄，其成為九個國家超過四個月的銷售記錄冠軍
- 洛佩兹是唯一一位在FHM雜誌《世上100位最性感女性》排行榜中，連續二年拿下第一名的女性
- 洛佩兹是2003年好萊塢片酬最高的拉丁裔女演員
- 洛佩兹名列於2004年《財星雜誌》的“最富有的少於40歲娛樂界人物”名單中，據估計當時她的財產是兩億五千五百萬美金
- 洛佩兹於2007年登上《時人雜誌》（People）封面，標題為“100位最具影響的西語系人士”
- 洛佩兹的臀部是最多人羨慕她的身體部位，但也因此成為熱門的諷刺流行文化題材
- 洛佩兹曾被指控2001年歌曲"I'm Real"私自採用同年瑪麗亞·凱莉歌曲"Loverboy"的概念，該曲的採樣（黃色魔術交響樂團1978年歌曲"Firecracker"）是凱莉當時正在製作的音樂素材，但洛佩兹方得知後搶先取得採樣授權並發行，導致凱莉原本的歌曲被迫修改

## 音樂作品

### 專輯
- 1999年: On the 6
- 2001年: J.Lo
- 2002年: This Is Me... Then
- 2005年: Rebirth
- 2007年: Como Ama una Mujer
- 2007年: Brave
- 2011年: Love?
- 2014年:  A.K.A.
- 2024年:  This Is Me... Now

### 冠軍單曲
- 下列是在美國、英國、加拿大、澳洲與全世界範圍獲得過第一名的單曲（僅列出最大的銷售地區，較小的市場像是瑞士、愛爾蘭與紐西蘭等地已被刪除）

| 年份 | 單曲                                                                  | 最高位置 | 最高位置 | 最高位置 | 最高位置 | 最高位置 | 最高位置 |
| 年份 | 單曲                                                                  | 美國     | 英國     | 加拿大   | 澳洲     | 全球     |          |
| ---- | --------------------------------------------------------------------- | -------- | -------- | -------- | -------- | -------- | -------- |
| 1999 | "If You Had My Love"                                                  | 1        | 4        | 1        | 1        | 1        |          |
| 1999 | "Waiting for Tonight"                                                 | 8        | 5        | 13       | 4        | 1        |          |
| 2001 | "Love Don't Cost a Thing"                                             | 3        | 1        | 1        | 4        | 1        |          |
| 2001 | "Ain't It Funny"                                                      | —        | 3        | —        | 9        | 1        |          |
| 2001 | "I'm Real"/"I'm Real (Murder Remix)" (featuring Ja Rule)              | 1        | 4        | 6        | 3        | 5        |          |
| 2002 | "Ain't It Funny (Murder Remix)" (featuring Ja Rule and Caddillac Tah) | 1        | 4        | 12       | —        | 10       |          |
| 2002 | "Jenny from the Block" (featuring Styles P and 賈達基斯)              | 3        | 3        | 1        | 5        | 2        |          |
| 2003 | "All I Have" (featuring LL Cool J)                                    | 1        | 2        | 6        | 2        | 2        |          |
| 2005 | "Get Right"                                                           | 12       | 1        | 3        | 3        | 1        |          |
| 2011 | "On the Floor" (featuring Pitbull)                                    | 3        | 1        | 1        | 1        | 1        |          |
| 總計 | 冠軍單曲數量                                                          | 4        | 3        | 4        | 2        | 6        |          |

## 影視作品

### 電影
| 年份 | 標題                               | 角色                  | 附註                   | 來源          |
| ---- | ---------------------------------- | --------------------- | ---------------------- | ------------- |
| 1986 | 《我的小女孩》                     | Myra                  |                        | [ 8 ]         |
| 1995 | 《玉米田的天空》                   | Young Maria           |                        | [ 9 ]         |
| 1995 | 《銀線風暴》                       | Grace Santiago        |                        | [ 10 ]        |
| 1996 | 《家有傑克》                       | Miss Marquez          |                        | [ 11 ]        |
| 1997 | 《小心女人》                       | Gabriella             |                        | [ 12 ]        |
| 1997 | 《哭泣的玫瑰》                     | 莎麗娜                |                        | [ 13 ]        |
| 1997 | 《狂蟒之災》                       | Terry Flores          |                        | [ 14 ]        |
| 1997 | 《上錯驚魂路》                     | Grace McKenna         |                        | [ 15 ]        |
| 1998 | 《戰略高手》                       | Karen Sisco           |                        | [ 16 ]        |
| 1998 | 《蚁哥正传》                       | Azteca                | 配音                   | [ 17 ]        |
| 2000 | 《入侵腦細胞》                     | Catherine Deane       |                        | [ 18 ]        |
| 2001 | 《愛上新郎》                       | Mary Fiore            |                        | [ 19 ]        |
| 2001 | 《超感應頻率》                     | Sharon Pogue          |                        | [ 20 ]        |
| 2002 | 《追情殺手》                       | Slim Hiller           |                        | [ 21 ]        |
| 2002 | 《女佣變鳳凰》                     | Marisa Ventura        |                        | [ 22 ]        |
| 2003 | 《絕配殺手》                       | Ricki                 |                        | [ 23 ]        |
| 2004 | 《紐澤西愛未眠》                   | Gertrude Steiney      |                        | [ 24 ]        |
| 2004 | 《談情共舞》                       | Paulina               |                        | [ 25 ]        |
| 2005 | 《野獸婆婆》                       | Charlotte Cantilini   |                        | [ 26 ]        |
| 2005 | 《美麗待續》                       | Jean Gilkyson         |                        | [ 27 ]        |
| 2006 | 《傳奇歌手》                       | Puchi                 | 兼監製                 | [ 28 ]        |
| 2007 | 《亡命殺鎮》                       | Lauren Adrian         | 兼監製                 | [ 29 ]        |
| 2007 | 《製造異議》                       | 她自己                | 紀錄片                 | [ 30 ]        |
| 2007 | 《舞動的節奏》                     | 她自己                | 客串；兼監製           | [ 31 ]        |
| 2010 | 《備胎女王》                       | Zoe                   |                        | [ 32 ]        |
| 2012 | Sellebrity                         | 她自己                | 紀錄片                 | [ 33 ]        |
| 2012 | 《潮爆生仔秘笈》                   | Holly                 |                        | [ 34 ]        |
| 2012 | 《冰原歷險記4：板塊漂移》          | Shira                 | 配音                   | [ 35 ]        |
| 2013 | 《轟天復仇》                       | Leslie Rodgers        |                        | [ 36 ]        |
| 2014 | Jennifer Lopez: Dance Again        | 她自己                | 紀錄片；兼執行製片人   | [ 37 ]        |
| 2015 | 《隔壁的男孩殺過來》               | Claire Peterson       | 兼監製                 | [ 38 ]        |
| 2015 | 《慈母復仇路》                     | Eve Rafael            |                        | [ 39 ]        |
| 2015 | 《疯狂外星人》                     | Lucy Tucci            | 配音                   | [ 40 ]        |
| 2015 | The Latin Explosion: A New America | 她自己                | 紀錄片                 | [ 41 ]        |
| 2016 | 《冰原歷險記：笑星撞地球》         | Shira                 | 配音                   | [ 42 ]        |
| 2017 | 《歡迎來到我的生活》               | 她自己                | 紀錄片                 | [ 43 ]        |
| 2018 | 《她的成功日記》                   | Maya                  | 兼監製                 | [ 44 ]        |
| 2019 | 《舞孃騙很大》                     | Ramona Vega           | 兼監製                 | [ 45 ]        |
| 2019 | 《无依男孩》                       | 她自己                | 紀錄片                 | [ 46 ]        |
| 2022 | 《与我结婚》                       | Katalina "Kat" Valdez | 兼監製                 | [ 47 ] [ 48 ] |
| 2022 | 《珍妮佛·洛佩茲：人生中場秀》      | 她自己                | 紀錄片                 | [ 49 ]        |
| 2022 | 《劫婚大作戰》                     | Darcy                 | 兼監製                 | [ 50 ]        |
| 2023 | 《慈母殺心》                       | The Mother            | 兼監製                 | [ 51 ]        |
| 2024 | 《This Is Me…Now 這就是現在的我》  | The Artist            | 兼聯合編劇和執行製片人 | [ 52 ]        |
| 2024 | 《異星戰境》                       | Atlas Shepherd        | 兼監製                 | [ 53 ]        |
| 2024 | 《堅不可擋》                       | Judy Robles           |                        | [ 54 ]        |
| 2025 | 《蜘蛛女之吻》                     | Aurora                |                        | [ 55 ]        |

### 電視
| 年份                     | 標題                                                | 角色                       | 附註                        | 來源          |
| ------------------------ | --------------------------------------------------- | -------------------------- | --------------------------- | ------------- |
| 1991–1993                | 《活色生香》                                        | Fly Girl                   | 62集                        | [ 56 ]        |
| 1993                     | 《迷失在野外》                                      | Rosie Romero               | 電視電影                    | [ 57 ]        |
| 1993–1994                | 《第二次機會》                                      | Melinda Lopez              | 4集                         | [ 58 ]        |
| 1994                     | 《馬里布旅店》                                      | Melinda Lopez              | 6集                         | [ 59 ]        |
| 1994                     | 《中南》                                            | Lucille                    | 4集                         | [ 60 ]        |
| 2000–2019                | 《週六頁現場》                                      | 她自己（主持人／音樂嘉賓） | 4集                         | [ 61 ] [ 62 ] |
| 2004–2018                | 《威尔与格蕾丝》                                    | 她自己                     | 4集                         | [ 63 ]        |
| 2006                     | 《邁阿密南部海灘》                                  | —                          | 8集；執行製片人             | [ 64 ]        |
| 2007                     | 《舞蹈生活》                                        | —                          | 8集；執行製片人和聯合創作者 | [ 65 ]        |
| 2007                     | 《詹妮弗·洛佩茲的禮物：就像愛一個女人》             | —                          | 5集；執行製片人和創作者     | [ 66 ]        |
| 2010                     | 《老爸老妈的浪漫史》                                | Anita Appleby              | 單集：〈當然〉              | [ 67 ]        |
| 2011–2012 2014–2016 2021 | 《美國偶像》                                        | 她自己（裁判）             | 170集                       | [ 68 ]        |
| 2011–2014                | 《南海灘拖車》                                      | —                          | 87集；執行製片人            | [ 69 ]        |
| 2012                     | 《問萬歲！天選之人》                                | 她自己                     | 12集；兼執行製片人          | [ 70 ]        |
| 2013–2018                | 《如此一家人》                                      | —                          | 104集；兼執行製片人         | [ 71 ]        |
| 2015                     | 《第43届全美音乐奖》                                | 她自己（主持人）           | 電視特輯                    | [ 72 ]        |
| 2016–2018                | 《警魂》                                            | Harlee Santos              | 36集；兼執行製片人          | [ 73 ]        |
| 2017–2020                | 《世界舞林珍霸》                                    | 她自己（裁判）             | 兼執行製片人                | [ 74 ]        |
| 2017                     | One Voice Somos Live: A Concert for Disaster Relief | 她自己                     | 電視特輯                    |               |
| 2019–                    | 《麻煩一家人》                                      | —                          | 執行製片人                  | [ 75 ]        |
| 2020                     | 《同一个世界：共同在家》                            | 她自己                     | 電視特輯                    |               |
| 2020                     | 《親愛的2020年畢業生》                              | 她自己                     | 網路電視特輯                | [ 76 ]        |
| 2022                     | 《魯保羅變裝皇后秀》                                | 她自己                     | 嘉賓出場                    | [ 77 ]        |

### 電子遊戲
| 年份 | 標題                               | 配音角色 | 來源   |
| ---- | ---------------------------------- | -------- | ------ |
| 2012 | 《冰原歷險記4：板塊漂移 北極遊戲》 | Shira    | [ 78 ] |